# Ken Arok
Ken Arok (ook Ken Angrok) (Geboren in 1182, regeerde van 1222 tot 1227) was de eerste koning van Singhasari, een koninkrijk op Java.

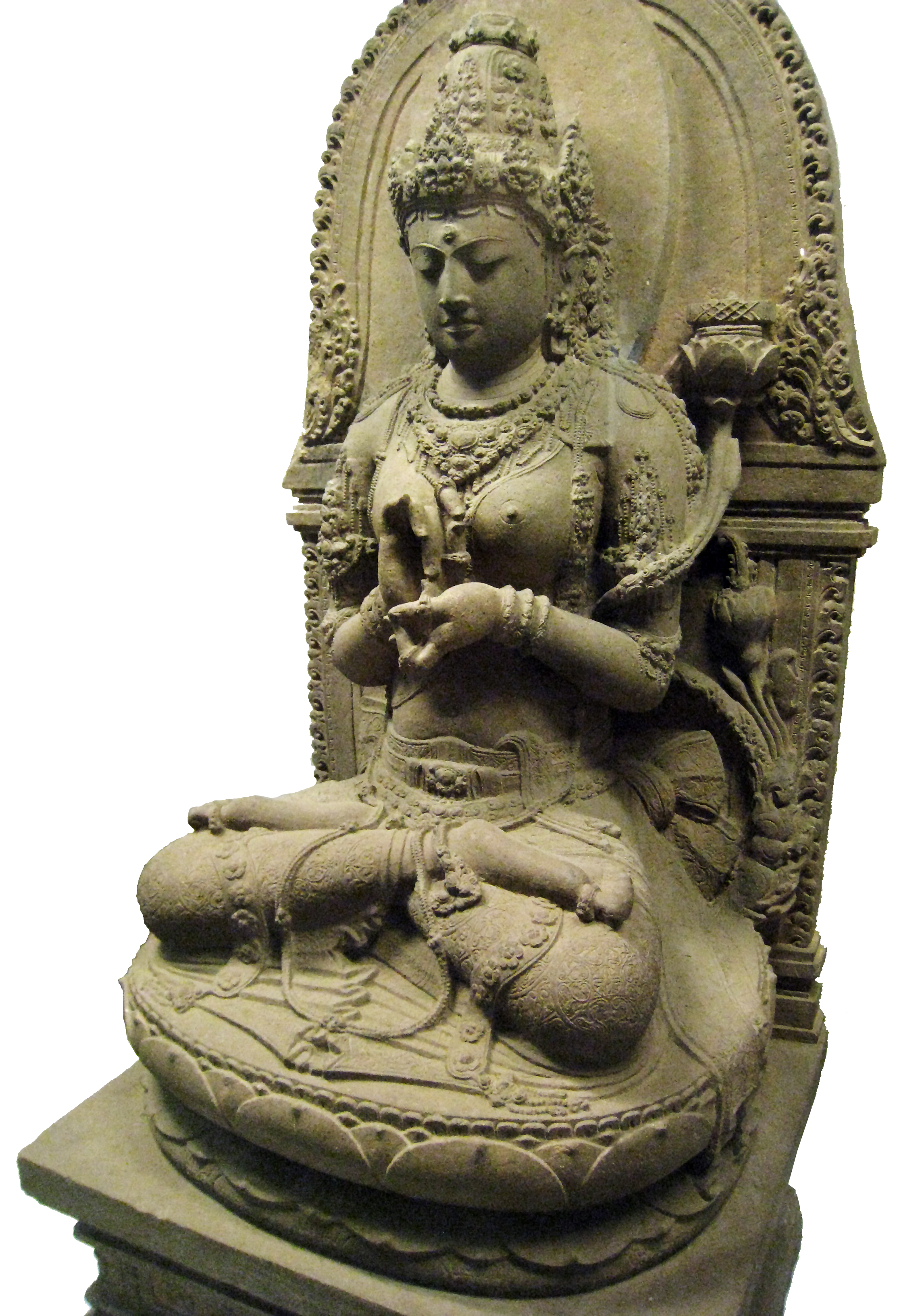
De serene schoonheid van dit Prajnaparamita beeld dat vlak bij een tempel in Singhasari werd gevonden stelt volgens sommigen Ken Dedes, de vrouw van Tunggul Ametung en later Ken Arok voor.

Het hindoeïstische koninkrijk Singhasari (ook: Singosari) werd door Ken Arok gesticht. Deze vorst is nog steeds een geliefde figuur in Javaanse sprookjes en kinderverhalen. De belangrijkste bron voor gegevens over Ken Arok is de 16e-eeuwse kroniek Pararaton, die later in Bali gevonden is, In dit werk zijn naast historisch materiaal ook mythen opgetekend. Ken Arok was een vaderloos kind dat door Ken Endok ter wereld werd gebracht. In de mythe is de hindoe-god Brahma zijn vader. Ken Arok was een dienaar van Tunggul Ametung, een regionaal heerser in in Tumapel, het huidige Malang en wist zich op te werken tot heerser van Java. Eerst vermoordde hij Tunggul Ametung om daarna ook de koning van het ooit zo machtige koninkrijk Kediri te verslaan. Het rijk Kediri is overigens ook bekend onder de naam van zijn hoofdstad, Daha. Hij nam als koning de naam Sri Ranggah Rajasa Bhatara Amurwabhumi (De regenboogkoning van het heelal en alle landen) aan. Hij maakte vervolgens de vrouw van Tunggul Ametung, Ken Dedes, tot zijn eigen vrouw.
Zijn dynastie wordt daarom de Rajasa-dynastie genoemd. Deze reeks vorsten regeerde over Singhasari en Majapahit Na de dood van Ken Arok regeerden zijn zonen Anusapati en Panji Tohjaya.
De stoffelijke resten van Ken Arok werden in twee candi's bijgezet, een shivaïtische en een boeddhistische. Helaas zijn beide gebouwen verloren gegaan. Wel is zeer waarschijnlijk een prachtig beeld bewaard gebleven van zijn vrouw Ken Dedes. Als zodanig stelt zij de boeddhistische godin Prajñaparamita voor. Candi is het gewone Indonesische woord voor tempel, maar de meer specifieke betekenis van dit woord is dat in een candi de stoffelijke resten van koningen en belangrijke priesters waren bijgezet. In de Javaanse devaraja-cultuur wordt aangenomen dat de monarch de incarnatie van een bepaalde godheid is, en dat na de dood hun ziel met die godheid wordt verenigd, en dus als zodanig vereerd wordt in een tempel, opgedragen aan de overleden ziel van de monarch. Hiervan bestaat ook een boeddhistische variant. Dan wordt de vorst of vorstin vereenzelvigd met een boeddhistische godheid.
Ken Arok werd opgevolgd door Anusapati, de zoon van Tunggul Ametung en Ken Dedes, die regeerde van 1227 tot 1248.